# 多毛羊奶子
多毛羊奶子（学名：Elaeagnus grijsii），为胡颓子科胡颓子属下的一个植物种。